# Leptacis lucidiventris
Leptacis lucidiventris är en stekelart som beskrevs av Peter Neerup Buhl 2002. Leptacis lucidiventris ingår i släktet Leptacis och familjen gallmyggesteklar. Inga underarter finns listade i Catalogue of Life.